# Tarik Saleh
Pour les articles homonymes, voir Saleh.
Tarik Saleh (en arabe : طارق صالح), né le 28 janvier 1972 à Stockholm (Suède), est un réalisateur, animateur, éditeur, journaliste et producteur de télévision suédois d’origine égyptienne.

## Biographie
Tarik Saleh est né à Stockholm en 1972. Son père est égyptien et sa mère est suédoise. Le premier était réalisateur de films d’animation installé en Suède dès la fin de la guerre des Six-Jours (1967) par rejet du régime nassérien et refus de faire l’armée. Sa mère est une artiste « issue de la bourgeoisie suédoise progressiste ». Ses parents se séparent rapidement et Tarek Saleh n'ira habiter chez son père, resté en Suède, qu'à l'âge de 15 ans.
A 18 ans, attaché à ses origines paternelles et à la religion musulmane, il s’inscrit à l'Académie des beaux-arts où son père avait fait ses études.
Il débute comme graffeur et acquiert une grande notoriété dans le milieu sous le pseudonyme Circle and Tarik dans les années 80. Sa fresque Fascinate (en), réalisée en 1989, est une des plus vieilles peintures de graffiti existant dans le monde. Ce graffiti a été le premier à être protégé par l'État de Suède et reconnu comme un héritage culturel.
Son travail comme directeur artistique le mène à lancer un magazine documentaire, Alive in Cairo, Egypt 1995. Quelques années plus tard, il publie le magazine Atlas.
En 2001, lui et son co-directeur Erik Gandini (en) produisent film documentaire, Sacrificio: Who betrayed Che Guevara ? sur la mort de Che Guevara, qui suscite controverses et débats sur le plan international.
En 2005, toujours avec Erik Gandini, il produit Gitmo: The New Rules of War (en), documentaire sur les camps de détention de la baie de Guantanamo. Ce film remporte de nombreuses récompenses aux États-Unis et en Europe.
En 2009, il réalise son premier long-métrage d'animation, Metropia, dont les principales voix sont assurées par Vincent Gallo, Juliette Lewis, Alexander Skarsgård, Stellan Skarsgård et Udo Kier. L'avant-première de cette oeuvre dystopique et paranoïaque a lieu pour l'ouverture de la Semaine de la critique au Festival de Venise. Il est ensuite sélectionné dans plus de 65 festivals de cinéma, dont Tribeca et le festival de cinéma de Londres, et gagne de nombreux prix, notamment aux festivals de Miami et de Seattle. Il réalise ensuite thriller féministe, Tommy (2014). 
En 2017, il sort Le Caire confidentiel (The Nile Hilton Incident), qui met en scène l'enquête sur le meurtre d'une chanteuse avec en toile de fond la fin du régime Moubarak. Le film est primé au Festival de Sundance.
Il contribue brièvement à la série américaine The Westworld, et participe à la réalisation de The Contractor (2022) avec Chris Pine.
Tarik Saleh est aussi le fondateur d'Atmo.
Début 2025 il est membre du jury international du 15e MyFrenchFilmFestival.

## Filmographie partielle

### Au cinéma
- 2005 : Gitmo (sv) (Gitmo - Krigets nya spelregler) (documentaire)
- 2009 : Metropia
- 2014 : Tommy
- 2017 : Le Caire confidentiel (The Nile Hilton Incident)
- 2022 : The Contractor
- 2022 : La Conspiration du Caire (Boy from Heaven)
- 2025 : Les Aigles de la République

### À la télévision
- 2001 : Sacrificio: Who Betrayed Che Guevara (sv) (Sacrificio - Vem förrådde Che Guevara?) (TV)

## Récompenses et distinctions

### PourLe Caire confidentiel
- Festival du film de Sundance 2017 : Grand Prix du jury de la sélection World Cinema Dramatic Competition
- Festival international du film policier de Beaune 2017 : Grand Prix
- Festival international du film de Valladolid 2017 : Espiga de Oro
- Festival du film politique de Porto-Vecchio 2017 : Jury des médias
- Guldbagge Awards 2017 : Guldbagge Award du meilleur film

### PourLa Conspiration du Caire
- Festival de Cannes 2022 : Prix du scénario
- Prix des auditeurs du Masque et la Plume du meilleur film étranger de l'année 2022[6]